# Jean-Michel Savéant
Jean-Michel Savéant (Rennes, Francia, 19 de septiembre de 1933-16 de agosto de 2020) fue un químico francés especializado en electroquímica. Fue elegido en 2000 como miembro de la Academia de Ciencias de Francia y en 2011 miembro extranjero asociado de la Academia Nacional de Ciencias de Estados Unidos.

## Biografía
Jean-Michel Savéant estudió en la Escuela Normal Superior de París y obtuvo la graduación en ciencias físicas en 1958. Después de una pasantía predoctoral en el Instituto di Chimica Fisica de la Universidad de Padua, obtuvo su Doctorado en Ciencias en 1966 en la Escuela Normal Superior de París. Luego se convirtió en subdirector del laboratorio de química de la Escuela Normal Superior de París (1968-1970) y después en profesor de la Universidad de París VII Denis Diderot (1971-1985). A partir de esa fecha, fue director de investigación en el Centro Nacional para la Investigación Científica (clase excepcional entonces emérito desde 2000) en la Universidad de París VII Denis Diderot, así como profesor emérito de esta universidad, en el Laboratorio de Electroquímica Molecular. Es autor de cerca de quinientas publicaciones científicas. Fue miembro de la Academia de las Ciencias de Francia, en la sección de química desde el 6 de noviembre de 2000.

### Principales trabajos
La actividad científica de Jean-Michel Savéant se fusiona con la fundación y el desarrollo de la electroquímica molecular, que derramó los conocimientos adquiridos por la electroquímica en diversos campos de la química y la bioquímica, en particular hacia la química de la transferencia de electrones y la transferencia de protones, la química de los radicales libres, la teoría de la reactividad química, la química de los complejos de metales de transición, la fotoquímica, la química física del sólido, la enzimología y la activación catalítica.

## Premio y distinciones
- Premio Louis Ancel de la Sociedad Química de Francia (1966)
- Medalla de plata del Centro Nacional para la Investigación Científica (1976)
- Medalla Faraday de la Royal Society of Chemistry (1983)
- Medaglia Luigi Riccoboni (1983)
- Académico distinguido de Fairchild en el Instituto de Tecnología de California (1988)
- Premio Émile Jungfleisch de la Academia de Ciencias de Francia (1989)
- Premio Charles N. Reilley (1990)
- Medalla de paladio de la Sociedad Electroquímica (1993)
- Profesor Distinguido de la Universidad de Carolina del Norte en Chapel Hill (1995)
- Medaglia Luigi Galvani de la Sociedad Química Italiana (1997)
- Premio Manuel M. Baizer de la Sociedad de Electroquímica (2002)
- Medalla Bruno Breyer del Real Instituto Químico Australiano (2005)

## Publicaciones
- Savéant, Jean-Michel (1966). Sur le mécanisme de la réduction électrochimique des aldéhydes et des cétones alpha-substitués (en francés). p. 272.
- Savéant, Jean-Michel (1966). thèse: étude de la polarisation chimique en chronoampérométrie à variation linéaire de potentiel (en francés). p. 268.
- Savéant, Jean-Michel (2006). Elements of molecular and biomolecular electrochemistry : An electrochemical approach to electron transfer chemistry (en inglés). John Wiley & Sons. https://dx.doi.org/10.1002/0471758078. ISBN 978-0-471-44573-9. doi:10.1002/0471758078.